# بنلی سی
بنلی سی یا بنلی شش سیلندر (به انگلیسی: Benelli Sei) نام یک موتور سیکلت ایتالیایی از مجموعه‌ای از موتورسیکلتها است، که توسط سازنده ایتالیایی بنلی تولید شده و با طراحی الساندرو دی توماسو بود. این محصول از سال ۱۹۷۳ تا ۱۹۸۹ در دو مدل با حجم ۷۵۰ و ۹۰۰ سی‌سی تولید می‌شود. ۷۵۰ اولین موتور سیکلت تولیدی با موتور شش سیلندر بود.

## بنلی ۷۵۰ سِی
بنلی ۷۵۰ سی اولین موتورسیکلت تولیدی با پیشرانه ۶ سیلندر بود و دو نسخه در بازار داشت.

## بنلی ۹۰۰ سی

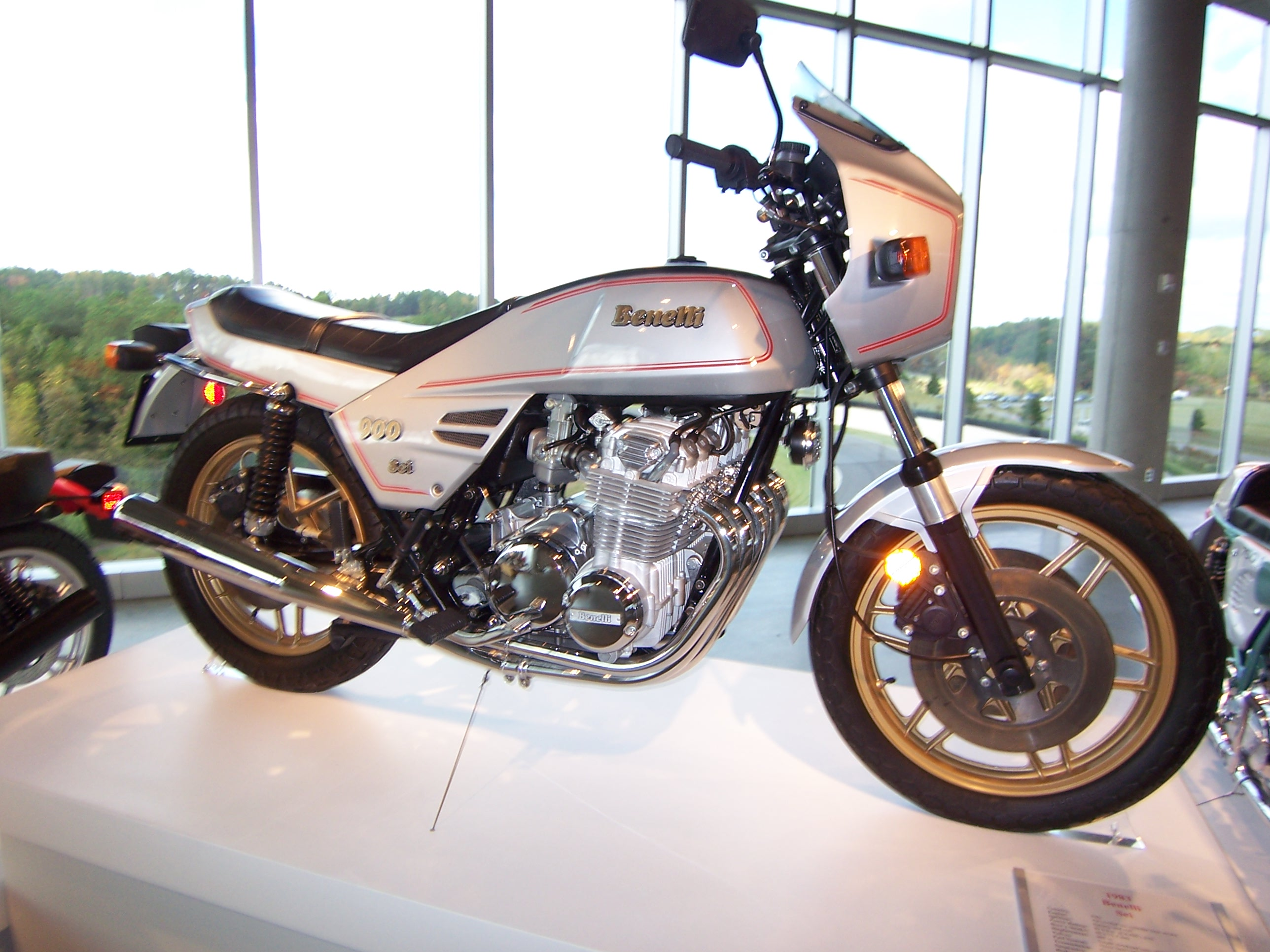
بنلی ۹۰۰سی مدل اسپرت

در سال ۱۹۷۹ بنلی 750 Sei را به 900 تبدیل شد. ودر چهار نسخه منتشر شده‌است.